# برکه فرودگاه لار
برکه فرودگاه لار مربوط به دوره قاجار است و در لار، مسیر جاروستای لار، براک، کنار باند فرودگاه واقع شده و این اثر در تاریخ ۱۹ مرداد ۱۳۸۴ با شمارهٔ ثبت ۱۲۷۰۴ به‌عنوان یکی از آثار ملی ایران به ثبت رسیده است.